# Paweł Stok
Paweł Stanisław Stok (Ternopil', 22 marzo 1913 – Cracovia, 18 agosto 1993) è stato un cestista polacco.

## Carriera
Ha disputato con la Polonia le Olimpiadi di Berlino 1936, giocando tre partite.